# Elvire Adjamonsi
Elvire Adjamonsi, née le 18 février 1971, est une réalisatrice, comédienne et journaliste culturelle béninoise. Elle est connue pour ses films documentaires et pour son travail dans la création et la gestion de festivals de films à travers l'Afrique.

## Biographie

### Enfance et formations
Adjamonsi est née le 18 février 1971 au Bénin. Elle obtient son diplôme en communication et techniques audiovisuelles à l'Institut panafricain pour le développement (IPD) au Burkina Faso.

### Carrière
A la fin de sa formation, elle réalise son premier film documentaire De l'eau toute l'année, un film de 26 minutes sur les mini-barrages du Burkina Faso. Elle réalise ensuite un scénario intitulé Bidossessi. Ce scénario remporte la deuxième place du concours APROMEDIA, organisé en collaboration avec l'Alliance française de Bangui. Le scénario a été aussi sélectionné en 2004 pour participer à l'atelier de développement Sud Écriture au Maroc et en Tunisie, soutenu par l'Organisation internationale de la francophonie, le Centre national du cinéma et de l'image animée et la Fondation Hubert Balls.
En 2010, elle écrit son premier court métrage, La Maudite, projeté au premier festival du film francophone d'Atakpamé (Togo), puis un autre court métrage, Cica la petite sorcière et Tolegba, un film documentaire sur le dieu béninois du même nom. Elle réalise ensuite un long métrage de fiction, Sessi.
Elle réalise aussi Bangui, unité spéciale, une série policière en Centrafrique destinée à la lutte contre les crimes sexuels,. Adjamonsi participe par ailleurs à plusieurs séries télévisées en tant qu'actrice, notamment Un tour de vis et Baobab, qui ont été diffusées à travers l'Afrique.
En plus de son travail cinématographique, Adjamonsi travaille comme graphiste et journaliste culturelle. Elle a travaillé pour diverses publications, dont le magazine français de culture africaine Afiavi Magazine, et plusieurs journaux béninois, dont Le Progrès, L'Aurore, Fraternité, et Le Béninois.
Adjamonsi est notamment connue pour son travail dans le développement culturel, en particulier dans les pays francophones. Elle participe à la création ou l'organisation des festivals de cinéma, de théâtre et de musique, dont Lagunimages (Bénin, 2000), Les Journées théâtrales en campagne (Pointe-Noire, 2003-2004), Le Ngombi (Bangui, 2001), le Festival international de théâtre du Bénin (FITHEB, Bénin, 2006) NSANGU NDJINDJI (Pointe-Noire, 2008), FITHA (Côte d'Ivoire), RCG (Kinshasa), Wedbinde à Kaya (Burkina Faso) et JOUTHEC (Pointe-Noire, Congo-Brazza) et @fricourt.